# Теорема де Гуа

Тетраедр з прямокутною вершиною O

Теорема де Гуа — одне з узагальнень теореми Піфагора на старші розмірності. Висічемо з куба піраміду, відрізавши площиною одну з його вершин. Тоді для такої піраміди вірно наступне співвідношення: квадрат площі грані протилежної вершині куба (вершині при прямому куті) дорівнює сумі квадратів площ граней прилеглих до цього кута.
{\displaystyle S_{ABC}^{2}=S_{\color {blue}ABO}^{2}+S_{\color {green}ACO}^{2}+S_{\color {red}BCO}^{2}.}
Іншими словами, якщо ми замінимо плоский прямий кут тривимірним, відрізки — гранями, а трикутник — пірамідою, то теорема знову виявиться вірною, але не для довжини сторін, а для площ граней отриманої піраміди.
Існує узагальнення цієї теореми для N-вимірного простору.

## Історія
У 1783 році теорема була опублікована за авторством Жана Поля де Гуа (1713-85), але приблизно в той же час, трохи більш загальне твердження було опубліковано іншим французьким математиком Tinseau d'Amondans (1746–1818).
Однак ще раніше вона була відома Рене Декарту (1596–1650) і до нього Йогану Фульгаберу (1580–1635), який, ймовірно, першим відкрив її у 1622 році.

## Доведення теореми
Доведення 1
Доведення 2
Доведення 3
Теорема може бути доведена з формули Герона для площі трикутника і теореми Піфагора.

## Узагальнення
Теорема Піфагора і теорема де Гуа є окремим випадком для (n = 2, 3) більш загальної теореми стосовно n-симплексів з прямокутним кутом. Це, в свою чергу, є окремим випадком ще більш загальної теореми, яка може бути сформульована наступним чином.
Нехай P є k-вимірною площиною в {\displaystyle \mathbb {R} ^{n}} (так, що {\displaystyle k\leqslant n}) і нехай C є компактною підмножиною P. Для будь-якої підмножини {\displaystyle I\subseteq \{1,\ldots ,n\}} з точно k елементами, нехай {\displaystyle C_{I}} буде ортогональною проєкцією C на лінійну оболонку векторів {\displaystyle e_{i_{1}},\ldots ,e_{i_{k}}}, де {\displaystyle I=\{i_{1},\ldots ,i_{k}\}} і {\displaystyle e_{1},\ldots ,e_{n}} утворюють стандартний базис в {\displaystyle \mathbb {R} ^{n}}. Тоді
{\displaystyle {\mbox{vol}}_{k}^{2}(C)=\sum _{I}{\mbox{vol}}_{k}^{2}(C_{I}),}
де {\displaystyle {\mbox{vol}}_{k}(C)} — це k-вимірний об'єм C і сума береться по всім підмножинам {\displaystyle I\subseteq \{1,\ldots ,n\}} з рівно k елементами.
Власно кажучи, це є передгільбертовою версією теореми Піфагора, застосованою до k-го зовнішнього ступеня n-вимірного Евклідову простору. Теорема де Гуа та ці узагальнення на n-симплекси з прямими кутами відповідають спеціальному випадку, коли k = n−1 та C є (n−1)-симплекс в {\displaystyle \mathbb {R} ^{n}} з вершинами на координатних осях.